# Signal de Botrange
A Signal de Botrange Belgium legmagasabb pontja, amely a Hohes Venn természetvédelmi területen, az Ardennekben található. Tengerszint feletti magassága 694 méter. A csúcs a Hohes Venn fennsíkon található és egy út vezet rajta keresztül. 

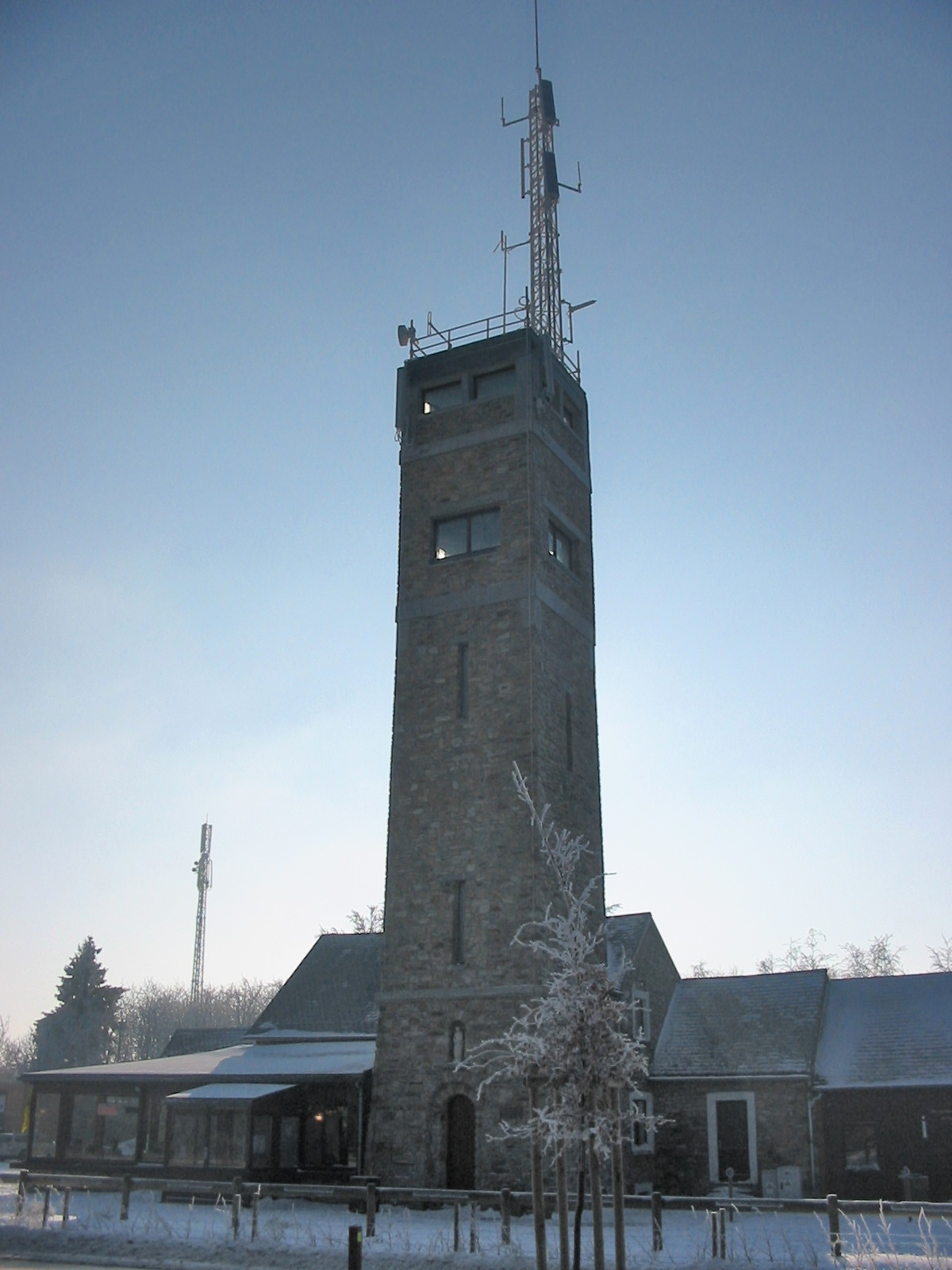
Átjátszóállomás a Signal de Botrange-on

1923-ban épült meg a 6 méter magas Baltia torony, amely a csúcs tényleges magasságát 700-re toldotta ki. Egy 1934-ben épült, de ma már nem létező torony a 718 m-es magasságot is elérte.
Télen, amikor az időjárás is engedi, a Signal de Botrange számos sífutóverseny kiindulási vagy célpontja.